# 正善院 (大阪市)
正善院（しょうぜんいん）は、大阪府大阪市北区天神橋に位置する日蓮宗の寺院である。山号は松雲山。本尊は日蓮聖人大曼荼羅。「夫婦池の妙見さん」の愛称で親しまれている。

## 歴史
1608年（慶長13年）に日蓮の生誕地である誕生寺の直末寺として梅ヶ辻（現在の中央区谷町9丁目周辺）で創建された。
1897年（明治30年）、大阪能勢の領主・能勢頼萬の紹願により能勢家天満屋敷妙見堂へ移転した。能勢妙見大菩薩を拝戴しており、正善院のある場所にかつてあった夫婦池から「女夫池の妙見さん」の愛称で現在でも親しまれている。

## 交通
- JR「天満駅」より徒歩で約5分。